# Kontejner

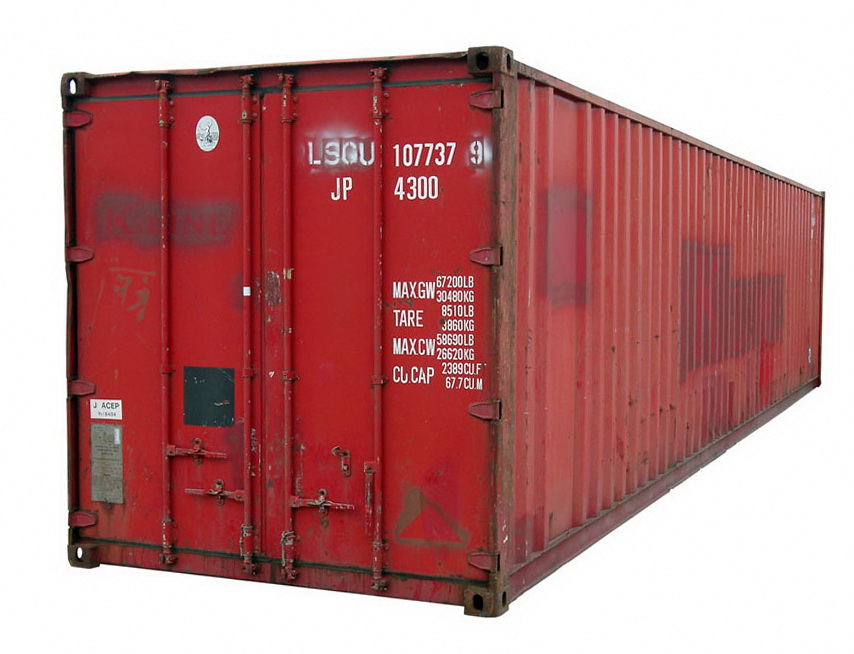
Kontejner délky 40 stop

Kontejner je standardizovaná přepravní jednotka, která se používá v intermodální dopravě, především s využitím lodní, železniční a silniční dopravy. Jedná se o velkou, pevnou a uzavřenou přepravku technicky uzpůsobenou ke stohování do několika vrstev nad sebou.

## Historie
První kontejnery byly použity v Anglii, ale ve větším množství je začala používat americká armáda po druhé světové válce.
Ta ho vyvinula téměř do dnešní podoby, tedy ocelového kontejneru, z původně dřevěného kontejneru používaného před 2. světovou válkou v Británii.
Použití bylo hlavně pro přepravy do Koreje a při válce ve Vietnamu.
Pomohlo zkrátit přepravu o polovinu díky manipulaci.
Poté ho IMCO (dnes IMO International Maritime Organization) v roce 1972 schválilo pro běžné používání, zavedlo certifikaci (CSC Plate).

## Rozměry

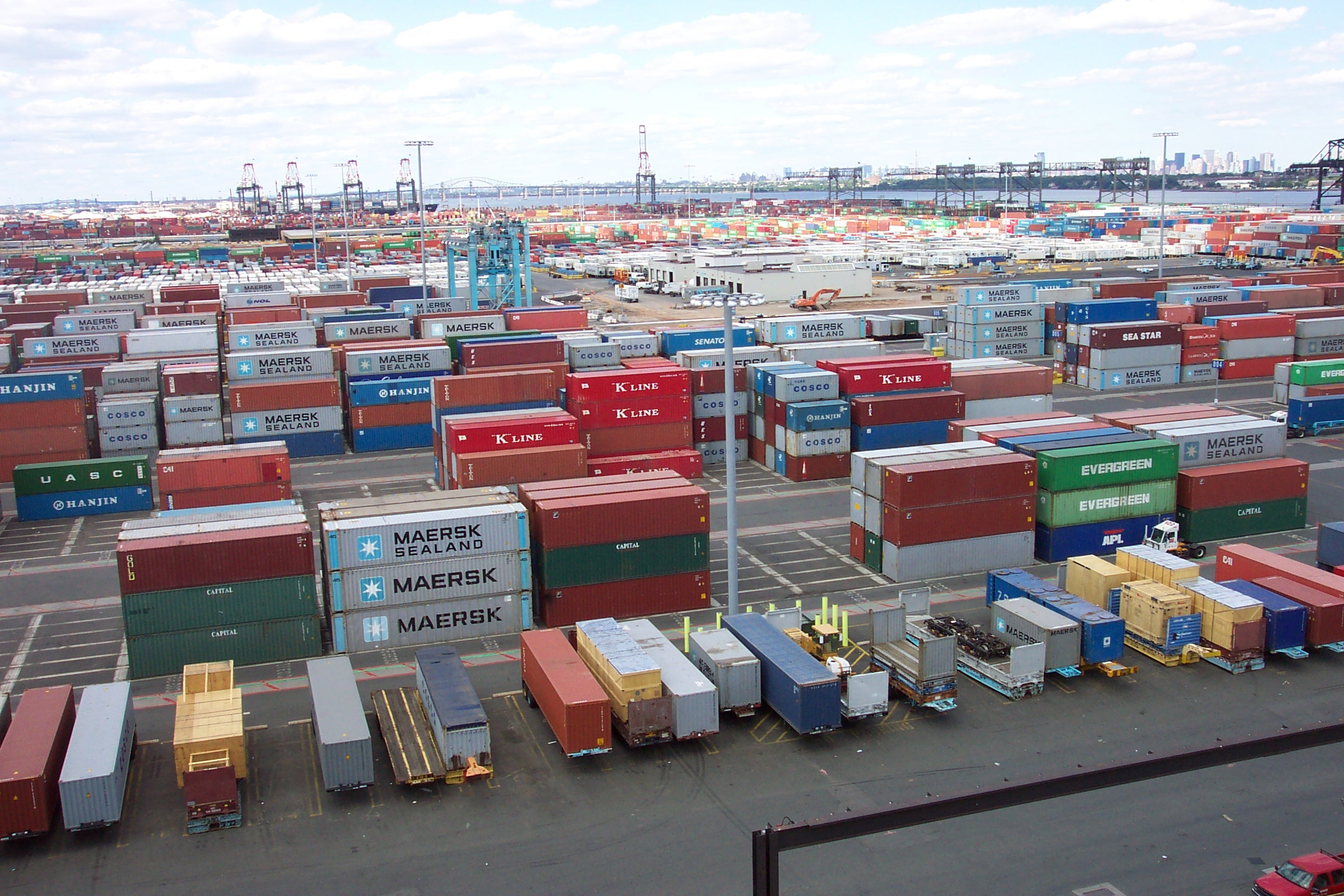
Kontejnerový terminál v Port Elizabeth v New Jersey, USA

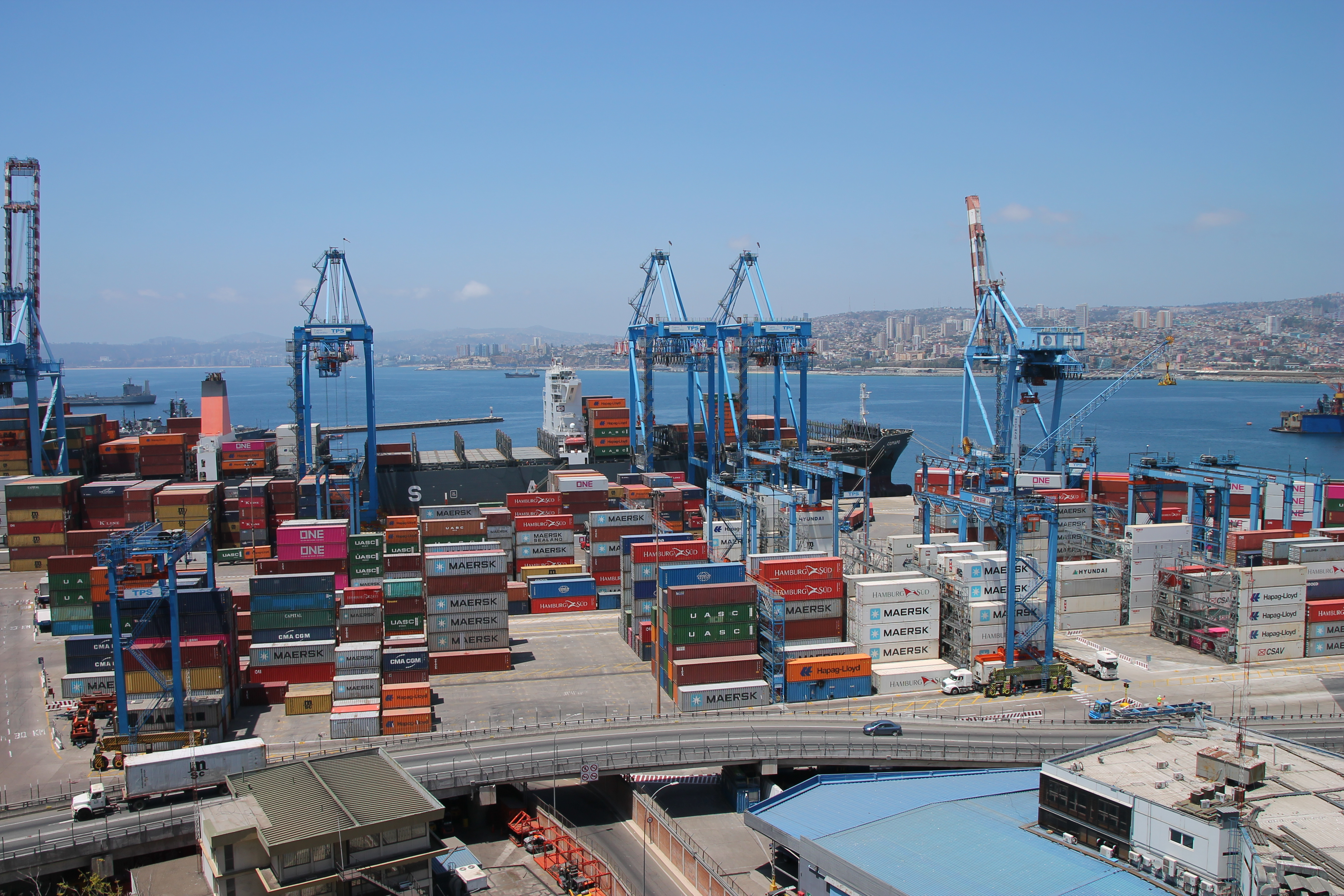
Kontejnerový terminál ve Valparaísu v Chile

Jedná se o technicky přesně standardizovaný a unifikovaný předmět. Kontejnery mají stanoveny 3 běžné délky: 20 stop (6,1 m), 40 stop (12,2 m), 45 stop (13,7 m).
Výška standardního kontejneru činí 8 stop a 6 palců (2,59 m), šířka je 8 stop (2,44 m). Specifický je pak tzv. High-cube kontejner, který je vysoký 2,9 m
Objem kontejnerové přepravy se udává v jednotkách TEU (zkratka z anglického Twenty-Foot Equivalent Unit), přičemž 1 TEU je ekvivalentem jednoho 20stopého kontejneru.
|                               |                               | 20stopový kontejner | 20stopový kontejner | 40stopový kontejner | 40stopový kontejner | 40stop High-cube kontejner | 40stop High-cube kontejner | 45stop High-cube kontejner | 45stop High-cube kontejner |
| imperiální míry               | metrické míry                 | imperiální míry     | metrické míry       | imperiální míry     | metrické míry       | imperiální míry            | metrické míry              |                            |                            |
| vnější rozměry                | délka                         | 20′ 0″              | 6,096 m             | 40′ 0″              | 12,192 m            | 40′ 0″                     | 12,192 m                   | 45′ 0″                     | 13,716 m                   |
| vnější rozměry                | šířka                         | 8′ 0″               | 2,438 m             | 8′ 0″               | 2,438 m             | 8′ 0″                      | 2,438 m                    | 8′ 0″                      | 2,438 m                    |
| vnější rozměry                | výška                         | 8′ 6″               | 2,591 m             | 8′ 6″               | 2,591 m             | 9′ 6″                      | 2,896 m                    | 9′ 6″                      | 2,896 m                    |
| vnitřní rozměry               | délka                         | 18′ 11 2⁄5″         | 5,776 m             | 38′ 11 2⁄5″         | 11,872 m            | 38′ 11 2⁄5″                | 11,872 m                   | 43′ 11 2⁄5″                | 13,396 m                   |
| vnitřní rozměry               | šířka                         | 7′ 8 3⁄5″           | 2,352 m             | 7′ 8 3⁄5″           | 2,352 m             | 7′ 8 3⁄5″                  | 2,352 m                    | 7′ 8 3⁄5″                  | 2,352 m                    |
| vnitřní rozměry               | výška                         | 7′ 9 ⁄10″           | 2,385 m             | 7′ 9 ⁄10″           | 2,385 m             | 8′ 9 ⁄10″                  | 2,690 m                    | 8′ 9 ⁄10″                  | 2,690 m                    |
| rozměry dveří                 | šířka                         | 7′ 8 1⁄4″           | 2,343 m             | 7′ 8 1⁄4″           | 2,343 m             | 7′ 8 1⁄4″                  | 2,343 m                    | 7′ 8 1⁄4″                  | 2,343 m                    |
| rozměry dveří                 | výška                         | 7′ 5 3⁄4″           | 2,280 m             | 7′ 5 3⁄4″           | 2,280 m             | 8′ 5 3⁄4″                  | 2,585 m                    | 8′ 5 3⁄4″                  | 2,585 m                    |
| objem                         | objem                         | 1 169 ft³           | 33,1 m³             | 2 385 ft³           | 67,5 m³             | 2 675 ft³                  | 75,7 m³                    | 3 030 ft³                  | 85,8 m³                    |
| maximální hmotnost brutto     | maximální hmotnost brutto     | 66 139 lb           | 30 400 kg           | 66 139 lb           | 30 400 kg           | 68 008 lb                  | 30 848 kg                  | 66 139 lb                  | 30 400 kg                  |
| hmotnost prázdného kontejneru | hmotnost prázdného kontejneru | 4 850 lb            | 2 200 kg            | 8 380 lb            | 3 800 kg            | 8 598 lb                   | 3 900 kg                   | 10 580 lb                  | 4 800 kg                   |
| ložnost                       | ložnost                       | 61 289 lb           | 28 200 kg           | 57 759 lb           | 26 600 kg           | 58 598 lb                  | 26 580 kg                  | 55 559 lb                  | 25 600 kg                  |

## Druhy kontejnerů
Nejčastější druhy kontejnerů:
- kontejnery – Abroll kontejner pro přepravu a shromažďování odpadů.
- kontejnery na odpad – pro manipulaci s komunálním a jiným odpadem.
- námořní kontejnery
- skladové – pro uložení různých materiálů i pro přepravu nákladu.
- uhlířské – jsou vybaveny dělicí přepážkou a také úložným prostorem.
- vanové – se nejčastěji využívají ke svozu sutí, sypkých materiálů i tekutých látek.
- velkoobjemové – pro sběr odpadu i dalších materiálů různých objemů.
- výklopné – slouží pro sběr, manipulaci i uskladnění odpadu a dalších materiálů.

## Výhody kontejnerové dopravy

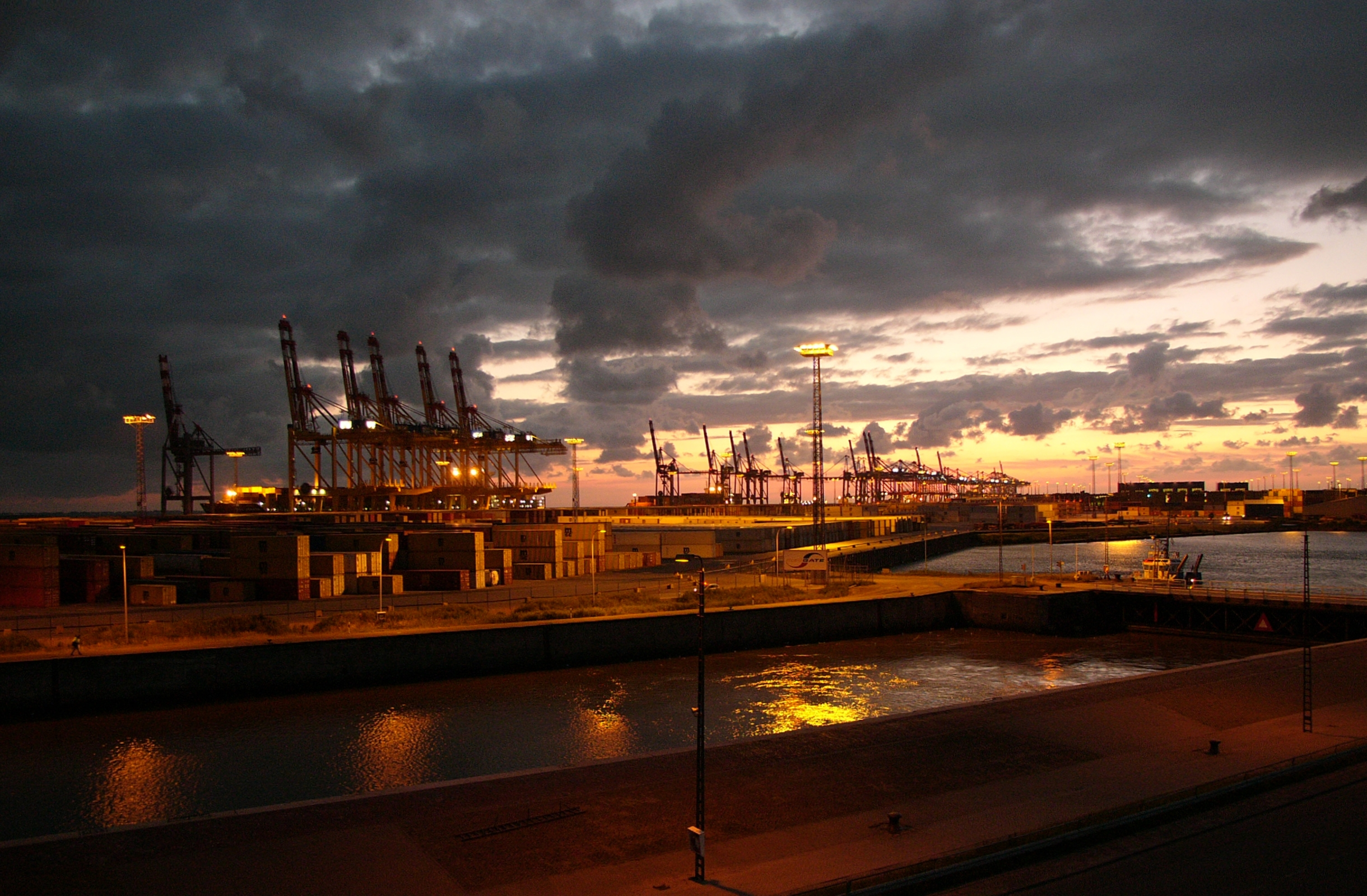
Kontejnerový terminál v Bremerhavenu

Standardizované rozměry kontejnerů a jejich technická unifikace zjednodušují, zpřehledňují, urychlují a zlevňují překládku zboží mezi různými druhy dopravních prostředků, například ze specializovaných kontejnerových lodí na speciální kontejnerové železniční vagóny nebo z kontejnerových železničních vozů na nákladní automobily atd., i jinou manipulaci s většími objemy přepravovaného zboží, což zefektivňuje přepravu (zejména u drobnějšího zboží). Díky standardizovaným rozměrům je možné kontejnery na lodích a v kontejnerových překladištích stohovat v několika vrstvách nad sebou a vhodně používat i speciální standardizovanou manipulační techniku (např. speciální kontejnerové jeřáby, specializovaná vysokozdvižná vozidla apod.), kterou je také možno automatizovat a řídit na dálku pomocí počítače atd.